# HyperScan
L'HyperScan est une console de jeux vidéo développée et produite par Mattel, sortie en 2006. Elle utilise la radio-identification (RFID) couplée avec la technologie du jeu vidéo traditionnel.
L'HyperScan n'a pas suscité un grand intérêt. Très vite après sa sortie, elle prit le chemin des solderies. La fabrication de la console est arrêtée peu de temps après.

## Caractéristiques techniques
La console utilise des disques de format UDF.
- 162 MHz Sunplus mMedia 32-Bit RISC Processor, nommé S+Core
- moteur graphique 2D
- UART, I2C, SPI, etc.
- Sortie Vidéo Composite et support les TFT LCD
- MPEG4 Video codec/MP3 Audio
- 16 MB SDRAM System Ram
- Résolution de 640 × 480
- 24 PCM sound channels
- CD-Rom 4x
- Scanner de RFID (13,56 MHz)
- Stockage de RFID : 96 octets de mémoire d'utilisateur +  8 octets unique ID + 6 octets de mémoire programmable
- Port USB 1.1 et hôte USB

## Jeux
L'HyperScan est commercialisée pour les enfants de cinq à neuf ans et est vendue au départ avec le jeu X-Men.
Jeux :
- X-Men
- Ben 10
- Interstellar Wrestling League
- Marvel Heroes
- Spiderman